# Dora Venter
Melinda Gál (Salgótarján, Nógrád; 1 de octubre de 1976), más conocida como Dora Venter, es una actriz pornográfica, modelo y enfermera húngara retirada. Fue la ganadora del Premio Ninfa a la mejor actriz de reparto en 2004 por su papel en la película La Memoria De Los Peces.

## Biografía
Melinda Gál nació el 1 de octubre de 1976 en Salgótarján, Hungría. Melinda vivía en un pueblo con su familia; cuando terminó la escuela primaria asistió a una escuela vocacional de medicina, después se mudó a Budapest donde trabajó como enfermera mientras estudiaba en una escuela de enfermería de cuidados críticos, y posteriormente recibió la certificación de enfermería en CCRN (enfermera registrada de cuidados críticos) en 1998. A finales de abril de 1999, Melinda fue a una agencia y se inscribió en un casting porno, y pocas semanas después empezó a filmar sus primeras películas. Inicialmente tomó este trabajo para complementar su bajo salario como enfermera, pero finalmente decide tomarlo a tiempo completo por varios años.

## Carrera profesional
En los primeros días de su carrera como actriz porno participó en producciones suecas del director Mike Beck, bajo el nombre artístico de Claudia Wennström. Entre los años 2001 y 2004 trabajó para el productor español Conrad Son, en películas hardcore y softcore. También ha aparecido en películas pornográficas de países como Alemania, Francia, Italia y Hungría.
Melinda retomó a su carrera de enfermera en septiembre de 2003, realizando ocasionalmente películas. De su carrera en el cine para adultos se dijo al respecto que sus amigos sabían acerca de sus películas, mas no así sus pacientes debido a la limitada introducción de la pornografía internacional en Hungría. En 2003 Dora fue nominada al Premio Ninfa del Festival Internacional de Cine Erótico de Barcelona a la mejor actriz por su papel en la película Laura Está Sola, y en 2004 fue la ganadora del Premio Ninfa a la mejor actriz de reparto por su papel en la película La Memoria De Los Peces; ambas películas fueron dirigidas por el director español Conrad Son. En 2007 Venter ganó el Premio AVN por su participación en la película Outnumbered 4. Dora Venter se destacaba principalmente por sus escenas de sexo anal y gang bang en las películas.

## Premios y nominaciones
| Año  | Premio             | Resultado | Categoría                                         | Película                |
| ---- | ------------------ | --------- | ------------------------------------------------- | ----------------------- |
| 2003 | Premios FICEB      | Nominada  | Premio Ninfa: Mejor actriz                        | Laura Está Sola         |
| 2003 | Premios Venus      | Nominada  | Mejor actriz (Hungría)                            | —                       |
| 2004 | Premios European X | Nominada  | Mejor actriz (Hungría)                            | —                       |
| 2004 | Premios European X | Nominada  | Mejor actriz de reparto (Hungría)                 | —                       |
| 2004 | Premios FICEB      | Ganadora  | Premio Ninfa: Mejor actriz de reparto             | La Memoria De Los Peces |
| 2007 | Premios AVN        | Ganadora  | Mejor escena de sexo en una producción extranjera | Outnumbered 4           |
| 2007 | Premios AVN        | Nominada  | Mejor escena de sexo en una producción extranjera | The Hacienda            |
| 2007 | Premios AVN        | Nominada  | Mejor escena de sexo POV                          | POV Centerfolds 3       |
| 2008 | Premios FICEB      | Nominada  | Premio Ninfa: Secuencia de sexo más original      | Mundo Perro             |
| 2009 | Premios AVN        | Nominada  | Mejor escena de sexo en una producción extranjera | Gang Bang Junkies       |